# Маркус Люперц
Маркус Люперц (нім. Markus Lüpertz; нар. 25 квітня 1941, Ліберець) — німецький художник, графік і скульптор. Один із яскравих преставників неоекспресіонізму.

## Біографія
Народився 25 квітня 1941 року в місті Рейхенберг (нині — Ліберець, Чехія). У 1948 році його родина переїхала до ФРН. Мешкав у місті Рейдт (Північний Рейн-Вестфалія), де його батько отримав роботу представника фірми з продажу вовняних виробів.
У 1956 році Люперц розпочав навчання у Лоренса Гузенса в Школі художніх ремесел у місті Крефельд. На життя заробляв, працюючи на кам'яновугільній копальні, а також робочим-шляховиком.
У 1961 році Люперц закінчив Школу художніх ремесел і став працювати вільним художником. Наступного року він переїхав до Берліна, де з-під його пензля вийшли перші «картини-дифірамби». З середини 1980-х митець присвячує себе скульптурі.
У 1986 році Люперц стає професором Академії мистецтв у Дюссельдорфі. З 1988 по 2009 роки обіймав посаду ректора цієї академії.
Як піаніст входить до складу інтернаціонального біг-бенду «ТТТ + Маркус Люперц», що виконує музику в стилі фрі-джаз.